# Трещёв, Сергей Евгеньевич
Сергей Евгеньевич Трещёв (род. 18 августа 1958, п. Красный Кустарь, Волынский район, Липецкая область) — российский космонавт, Герой Российской Федерации (2004).

## Биография
Родился  в семье Евгения и Нины Трещёвых 18 августа 1958 года в посёлке Красный Кустарь Волынского района Липецкой области РСФСР (ныне деревня Александровка в Становлянском районе Липецкой области).
Через шесть лет семья Трещёвых переехала из Александровки в станицу Холмская Краснодарского края. 
В 1976 году поступил в Московский энергетический институт (МЭИ), который окончил в 1982, получив специальность «инженера-преподавателя электроэнергетических дисциплин». После два года служил в Советской Армии в должности техника группы регламентных работ по авиационному оборудованию в расквартированной в городе Овруч Житомирской области (Украинская ССР) военной части (сначала в звании лейтенант). 25 апреля 1984 года был уволен в запас в звании старшего лейтенанта.
С 29 августа 1984 года по сентябрь 1986 года работал мастером по энергооборудованию на заводе экспериментального машиностроения (ЗЭМ), входившем в состав НПО «Энергия».
Статистика
| # | Стартовый корабль | Старт, UTC        | Экспедиция             | Корабль посадки | Посадка, UTC      | Налёт                      | Выходы в открытый космос | Время в открытом космосе |
| - | ----------------- | ----------------- | ---------------------- | --------------- | ----------------- | -------------------------- | ------------------------ | ------------------------ |
| 1 | Индевор STS-111   | 05.06.2002, 21:22 | Индевор STS-111, МКС-5 | Индевор STS-113 | 07.12.2002, 19:37 | 184 суток 22 часа 14 минут | 1                        | 05 часов 21 минута       |
|   |                   |                   |                        |                 |                   | 184 суток 22 часа 14 минут | 1                        | 05 часов 21 минута       |

## Награды
- Герой Российской Федерации (2004)[5]
- Медаль «За заслуги в освоении космоса» (12 апреля 2011 года) — за большие заслуги в области исследования, освоения и использования космического пространства, многолетнюю добросовестную работу, активную общественную деятельность[6]
- Медаль «За заслуги в проведении Всероссийской переписи населения» (2003)[2]
- Медаль Алексея Леонова (Кемеровская область, 2015) — за совершённый в 2002 году выход в открытый космос[7]
- Медаль НАСА «За космический полёт» (NASA Space Flight Medal)[2]
- Лётчик-космонавт Российской Федерации[2]